# Longreach Region
Koordinaten: 23° 27′ S, 144° 15′ O

Die Longreach Region ist ein lokales Verwaltungsgebiet (LGA) im australischen Bundesstaat Queensland. Das Gebiet ist 40.572 km² groß und hat etwa 3700 Einwohner.

## Geografie
Die Region liegt im Zentrum des Staats etwa 990 km nordwestlich der Hauptstadt Brisbane.
Größte Stadt und Verwaltungssitz der LGA ist Longreach mit etwa 2700 Einwohnern. Zur Region gehören folgende Stadtteile und Ortschaften: Camoola, Chorregon, Emmet, Ernestina, Ilfracombe, Isisford, Longreach, Maneroo, Morella, Tocal, Vergemont und Yaraka.

## Geschichte
Die heutige Longreach Region entstand 2008 aus den drei Shires Longreach, Ilfracombe und Isisford.

## Verwaltung
Der Longreach Regional Council hat sieben Mitglieder. Sechs Councillor werden von den Bewohnern der sechs Divisions (Wahlbezirke) gewählt. Der Ratsvorsitzende und Mayor (Bürgermeister) wird zusätzlich von allen Bewohnern der Region gewählt.